# 格里姆鎮區 (密歇根州)
格里姆鎮區（英語：Grim Township）是位於美國密歇根州格拉德溫縣的一個行政鎮區。

## 地方資料
格里姆鎮區的面積為184.72平方千米，當中陸地面積為182.08平方千米，而水域面積為2.64平方千米。根據2020年美國人口普查的數據，當地共有人口126人，而人口密度為每平方千米0.68人。